# Mistrzostwa Europy w Biegach Górskich 2012
11. Mistrzostwa Europy w Biegach Górskich – zawody lekkoatletyczne w biegach górskich, które odbyły się 7 lipca 2012 w Denizli i Pamukkale.

## Rezultaty

### Mężczyźni
| Konkurencja:       | 1. miejsce                                                   | Rezultat | 2. miejsce                                                       | Rezultat | 3. miejsce                                             | Rezultat |
| Bieg seniorów      | Ahmet Arslan                                                 | 49:46    | Ercan Muslu                                                      | 49:57    | Ionuț Zincă                                            | 50:19    |
| Seniorzy drużynowo | Włochy · Gabriele Abate · Marco De Gasperi · Xavier Chevrier | 16 pkt.  | Turcja · Ahmet Arslan · Ercan Muslu · Mehmet Akkoyun             | 19 pkt.  | Francja · Julien Rancon · Maxime Durand · Saïd Jandari | 48 pkt.  |
| Bieg juniorów      | Ahmet Özrek                                                  | 35:18    | Mazlum Aydemir                                                   | 35:26    | Anton Palzer                                           | 36:26    |
| Juniorzy drużynowo | Turcja · Ahmet Özrek · Mazlum Aydemir · Yetkin Tunctan       | 9 pkt.   | Rosja · Witalij Łaguszyn · Rodion Rieszetnikow · Wasilij Daniłow | 29 pkt.  | Czechy · Jan Janů · Josef Havlíček · Filip Záveský     | 30 pkt.  |

### Kobiety
| Konkurencja:       | 1. miejsce                                                      | Rezultat | 2. miejsce                                                 | Rezultat | 3. miejsce                                                              | Rezultat |
| Bieg seniorek      | Monika Fürholz                                                  | 39:54    | Nadieżda Leszczinska                                       | 40:03    | Pavla Schorna                                                           | 40:07    |
| Seniorki drużynowo | Wielka Brytania · Mary Wilkinson · Emma Clayton · Katie Walshaw | 20 pkt.  | Włochy · Alice Gaggi · Maura Trotti · Maria Grazia Roberti | 30 pkt.  | Rosja · Nadieżda Leszczinska · Nigina Chaitowa · Aleksandra Żaworonkowa | 30 pkt.  |
| Bieg juniorek      | Annabel Mason                                                   | 20:25    | Sevilay Eytemiş                                            | 21:14    | Çeşminaz Yılmaz                                                         | 21:45    |
| Juniorki drużynowo | Turcja · Sevilay Eytemiş · Çeşminaz Yılmaz                      | 5 pkt.   | Wielka Brytania · Annabel Mason · Melanie Hyder            | 5 pkt.   | Bułgaria · Marineła Ninewa · Milica Mirczewa                            | 12 pkt.  |

## Klasyfikacja medalowa
| Miejsce | Kraj            | Złoto | Srebro | Brąz | Razem |
| 1.      | Turcja          | 4     | 4      | 1    | 9     |
| 2.      | Wielka Brytania | 2     | 1      | 0    | 3     |
| 3.      | Włochy          | 1     | 1      | 0    | 2     |
| 4.      | Rosja           | 0     | 2      | 1    | 3     |
| 5.      | Czechy          | 0     | 0      | 2    | 2     |
| 6.      | Bułgaria        | 0     | 0      | 1    | 1     |
| 6.      | Francja         | 0     | 0      | 1    | 1     |
| 6.      | Niemcy          | 0     | 0      | 1    | 1     |
| 6.      | Rumunia         | 0     | 0      | 1    | 1     |